# El Dorado County
El Dorado County är ett administrativt område i delstaten Kalifornien, USA. År 2010 hade El Dorado County 181 058 invånare. Den administrativa huvudorten (county seat) är Placerville.

## Geografi
Enligt United States Census Bureau så har countyt en total area på 4 631 km². 4 431 km² av den arean är land och 200 km² är vatten. 

### Angränsande countyn
- Alpine County, Kalifornien - sydost
- Amador County, Kalifornien - syd
- Sacramento County, Kalifornien - väst
- Placer County, Kalifornien - nord
- Douglas County, Nevada - nordost